# Vinorodni okoliš Dolenjska
Vinorodni okoliš Dolenjska (4870 ha) je eden od treh vinorodnih okolišev 7700 hektarov obsegajoče slovenske vinorodne dežele Posavje. Predstavlja največje vinogradinško območje v Sloveniji in poteka od desnega brega reke Save (okvirno od občine Litija) ob bregovih reke Krke do hrvaške meje na jugovzhodu. Pomembna vinarska središča so v krajih Trebnje, Mokronog, Pleterje, Šentjernej, Novo mesto, Kostanjevica na Krki, idr. Najslavnejše dolenjsko vino je cviček.